# Miturgidae
Miturgidae (лат.) — семейство аранеоморфных пауков (Araneomorphae). Более 180 видов.

## Распространение
Австралия, Северная и Южная Америка. Встречаются по всей распространены по всей территории Австралии. Они также известны из Африки, Ближнего Востока и южной части США, Мексики и Аргентины. В Австралии семейство сильно диверсифицировалось в ксерических районах, причем широко распространенные полосатые пауки из рода Miturga часто наиболее заметны. Поэтому они часто встречаются в ловушках для беспозвоночных.

## Описание
Пауки от мелких до довольно крупных, быстро передвигающихся, охотящихся на земле.
На лапках имеют два коготка, также есть настоящие коготковые хохолки или скопулы, простирающиеся вокруг коготков; слабые парные шипы вентрально на голенях и метатарсусх I и II, базально разделённый срединный апофиз, максиллы округло-прямоугольные с короткой диагональной бороздкой. Ретрококсальный гимен отчётливо выражен на I. Восемь одинаковых по размеру глаз расположены в два ряда; сверху передний ряд прямой до слегка изогнутого, задний ряд слегка изогнутый, задний ряд от прямого до чётко изогнутого; тапетум решётчатый. Диагноз (до включения в их состав Zoridae): отличается от Zoridae тем, что самцы имеют апофиз голени с несклеротизованной зоной, а также от Ctenidae и Zoropsidae отсутствием сильных парных шипов на голенях и metatarsi I, II.

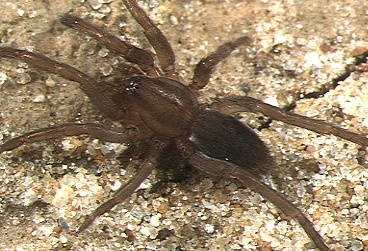
Prochora praticola
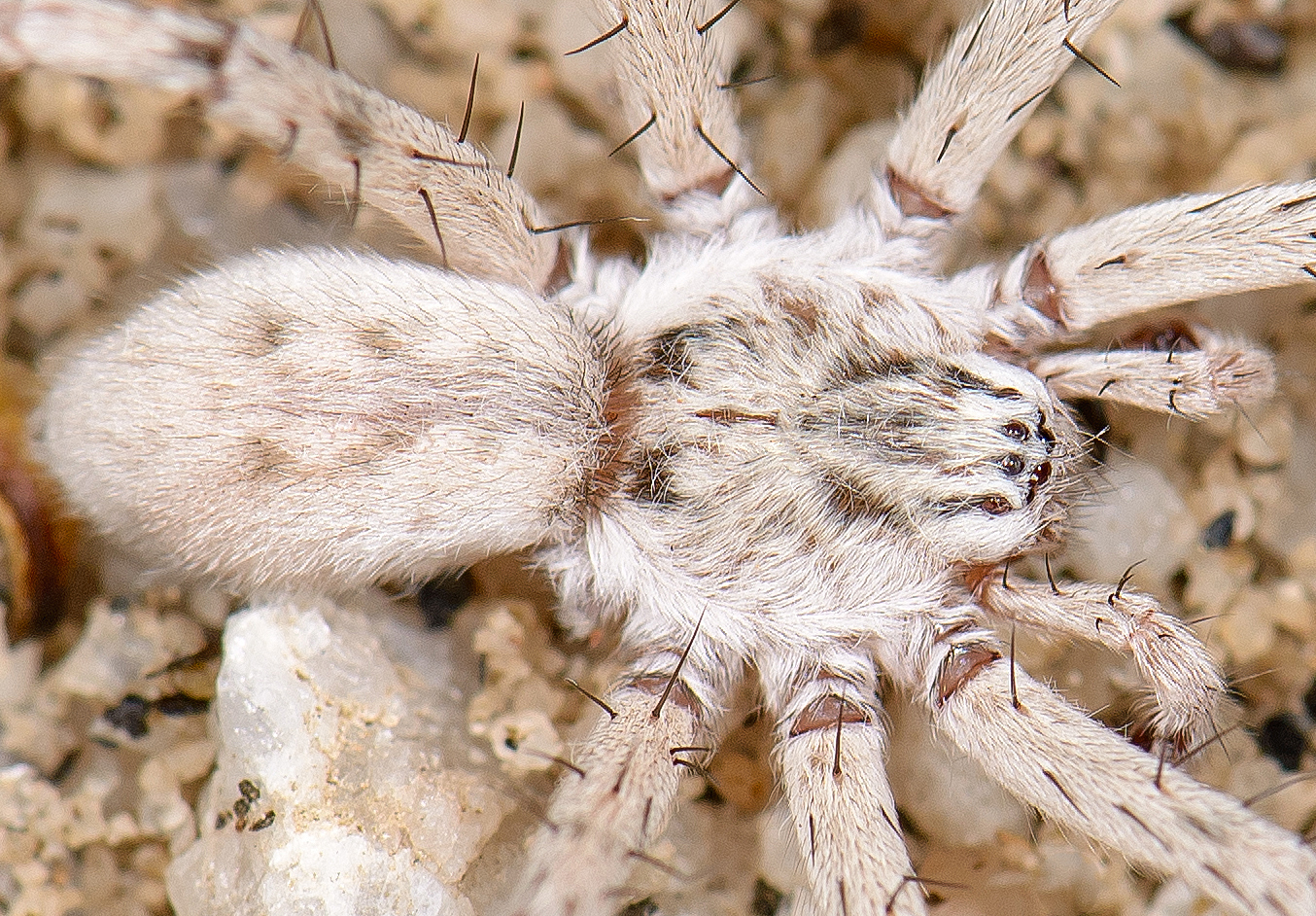
Syspira sp.
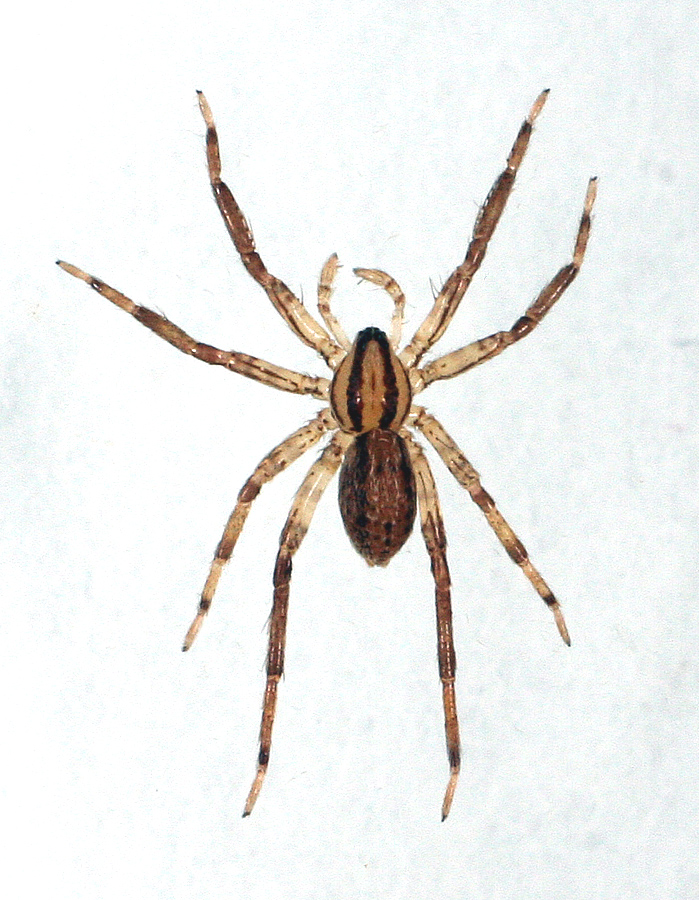
Zora spinimana

## Систематика
32 современных родов и более 180 видов. Впервые описаны в 1886 году французским арахнологом Эженом Симоном. В 2014 году с ним синонимизировали семейство Zoridae, а в 2017 году исключили роды Odo, Paravulsor и Xenoctenus, которые были выделены Wheeler et al. (2017: 609) в новое семейство Xenoctenidae. Некоторые роды также были исключены, например, крупный род Cheiracanthium (около 200 видов), который был переведен в Cheiracanthiidae.
Кроме того, в состав Miturgidae включены Systariinae Deeleman-Reinhold, 2001 (включая роды Palicanus, Systaria, Tamin и Xantharia), которые были описаны как подсемейство в составе Clubionidae (s. lat.) и предварительно включены в Miturgidae в 2014 году (Ramírez et al., 2014: 342). В настоящее время в Miturgidae принято четыре подсемейства (Diaprograptinae Raven, 2009, Miturginae, Systariinae, Zorinae).
- Argoctenus L. Koch, 1878 —  Австралия, Новая Зеландия, Папуа — Новая Гвинея
- Diaprograpta Simon, 1909 — Австралия
- Elassoctenus Simon, 1909 — Австралия
- Eupograpta Raven, 2009 — Австралия
- Hestimodema Simon, 1909 — Австралия
- Israzorides Levy, 2003 — Израиль
- Mituliodon Raven & Stumkat, 2003 — Тимо́р-Ле́шти, Австралия
- Miturga Thorell, 1870 — Австралия
- Mitzoruga Raven, 2009 — Австралия
- Nuliodon Raven, 2009 — Австралия
- Odomasta Simon, 1909 — Австралия
- Pacificana Hogg, 1904 — Новая Зеландия
- Palicanus Thorell, 1897 — Азия, Сейшеллы
- Parapostenus Lessert, 1923 — Южная Африка, Лесото
- Prochora Simon, 1886 — Италия, Азия
- Pseudoceto Mello-Leitão, 1929 — Бразилия
- Simonus Ritsema, 1881 — Австралия
- Syrisca Simon, 1886 — Южная Америка, Африка
- Syspira Simon, 1895 — США, Мексика
- Systaria Simon, 1897 — Азия, Океания
- Tamin Deeleman-Reinhold, 2001 — Индонезия
- Teminius Keyserling, 1887 — Северная Америка, Южная Америка
- Thasyraea L. Koch, 1878 — Австралия
- Tuxoctenus Raven, 2008 — Австралия[11]
- Voraptus Simon, 1898 — Африка, Индонезия
- Xantharia Deeleman-Reinhold, 2001 — Индонезия[12]
- Zealoctenus Forster & Wilton, 1973 — Новая Зеландия
- Zora C. L. Koch, 1847 — Азия, Европа, Северная Америка
- Zoroides Berland, 1924 — Новая Каледония

### Дополнение (2023)
В 2023 году были описаны ещё 5 родов и 48 новых видов из Австралии.
- Knotodo Raven, 2023 — Австралия
- Miturgiella Raven, 2023 — Австралия
- Miturgopelma Raven, 2023 — Австралия
- Xeromiturga Raven, 2023 — Австралия
- Xistera Raven, 2023 — Австралия